# Hans Kossmann
Hans Kossmann, né le 14 mars 1962 à Vancouver est un joueur et entraîneur de hockey sur glace canado-suisse. Il évoluait au poste de défenseur.

## Biographie

### Carrière de joueur
Joueur trop moyen, selon ses propres dires, pour accéder au niveau professionnel canadien, Hans Kossmann quitte sa Colombie-Britannique natale pour rejoindre la Suisse, son autre pays, à la suite d’une annonce de l’agent de joueur Danny McCain parue dans la revue Swiss Canadien Revue et cherchant des hockeyeurs d’origine suisse. Il s’engage avec le Genève-Servette HC, qui évolue alors en LNB, en 1985, mais ne reste que peu de temps au bout du Léman, car le club fait faillite. Il retourne alors au Canada, où il continue sa formation de géomètre. Il revient en Suisse la saison suivante, en direction de la Suisse alémanique, plus précisément au SC Küsnacht (de), club militant en 2e ligue, quatrième échelon en Suisse. Après une promotion en 1re ligue et une saison dans cette catégorie, il s’engage avec le EHC Dübendorf, qui milite également en troisième division suisse.
Il ne reste qu’une saison dans le club de la banlieue zurichoise, avant de rejoindre le club voisin du EHC Bülach pour la saison 1989-1990, toujours en 1re ligue. Il fête avec l'équipe zurichoise une promotion en LNB dès sa première saison.
En 1992, il signe avec le SC Rapperswil-Jona,  qui milite alors en deuxième division. Il reste deux saisons sur les bords du Lac de Zurich, participant à la promotion en LNA du club saint-gallois en 1994. Kossmann rejoint le Lausanne HC. avec qui il joue une ultime saison, réussissant une autre ascension en première division.

### Carrière d'entraîneur
Dès la fin de sa carrière de joueur, Hans Kossmann a entamé une carrière d'entraîneur, d'abord en tant qu'entraîneur-chef au HC Ajoie, en LNB. Il se fait licencier en novembre 1996 en raison de résultats décevant et est remplacé par Robert Millette Il devient l’entraîneur du HC Lucerne, toujours en LNB, en mars 1997, dont il sauve la place en LNB en remportant le barrage contre la relégation face à Ajoie. Il part ensuite au HC Bienne, occupant le poste d'assistant. En décembre 1999, il est nommé assistant de Colin Muller au HC Fribourg-Gottéron, où il reste jusqu’à la fin de la saison. Il retrouve une place de titulaire au HC Sierre, en LNB, au début de la saison 2000-2001, avant de se faire limoger en février et être remplacé par Didier Massy.
En 2001, il rejoint le Genève-Servette et devient l'adjoint de Chris McSorley. Son aventure au bout du Léman dure sept ans, avec au passage une promotion en LNA en 2002 et un titre de vice-champion de Suisse en 2008 (défaite en finale face aux ZSC Lions).
Alors qu'il pensait avoir tiré un trait sur le hockey pour un moment, il rejoint, à la fin de la saison 2008-2009, le Lausanne HC, devenant, le temps des séries éliminatoires, l'adjoint du débutant Terry Yake. Il signe en effet, au mois de mai 2009, un contrat d'assistant de deux ans avec le CP Berne, l'entraîneur en chef étant Larry Huras. Il remporte, dès sa première saison dans la capitale fédérale, le titre de champion de Suisse, battant en finale... son ancienne équipe, Genève-Servette.
Deux ans plus tard, Hans Kossmann revient au HC Fribourg-Gottéron. Il était en effet déjà venu sur les bords de la Sarine en 2000, partageant un instant le poste d'entraîneur avec Colin Muller. Cette fois-ci, il devient pour la première fois entraîneur en chef d'un club de LNA.
Après trois saisons marquées par une participation en finale et deux participations en demi-finales, Hans Kossmann est licencié par le HC Fribourg-Gottéron après un début de saison 2014-2015 raté, avec huit points en onze matchs.
Le 25 octobre 2015 Kossmann est nommé nouvel entraîneur de HC Ambrì-Piotta en remplaçant Serge Pelletier. À cause des mauvais résultats de l'équipe, il est limogé le 30 janvier 2017. 
Le 28 janvier 2020, Hans Kossmann est nommé nouvel entraîneur principal du Club des patineurs de Berne à la suite du limogeage de Kari Jalonen après les mauvais résultats du club. 

#### Style d'entraîneur
Hans Kossmann est un grand adepte de système de jeu. Ainsi, dès le début des entraînements sur glace, il inculque à ses joueurs les fondamentaux de ses systèmes. Ces derniers privilégient un forecheck à deux attaquants et une transition rapide entre la défense et l'attaque.

## Palmarès

### En tant que joueur
- Promotion en LNB avec le EHC Bülach en 1990.
- Promotion en LNA avec le SC Rapperswil-Jona en 1994.
- Promotion en LNA avec le Lausanne HC en 1995.

### En tant qu'entraîneur
- Promotion en LNA avec le Genève-Servette HC en 2002
- Vice-champion de Suisse avec le Genève-Servette HC en 2008
- Champion de Suisse de LNB avec le Lausanne HC en 2009
- Champion de Suisse de LNA avec le CP Berne en 2010
- Vice-champion de Suisse de LNA avec le HC Fribourg-Gottéron en 2013
- Champion de Suisse de NL avec les ZSC Lions en 2018

## Statistiques

### En tant que joueur
| Saison     | Équipe               | Ligue      |     | Saison régulière | Saison régulière | Saison régulière | Saison régulière | Saison régulière |    | Séries éliminatoires | Séries éliminatoires | Séries éliminatoires | Séries éliminatoires | Séries éliminatoires |
| Saison     | Équipe               | Ligue      | PJ  | B                | A                | Pts              | Pun              | PJ               | B  | A                    | Pts                  | Pun                  |                      |                      |
| 1985-1986  | Genève-Servette      | LNB        | 7   | 0                | 1                | 1                | 2                | -                | -  | -                    | -                    | -                    |                      |                      |
| 1986-1987  | SC Küsnacht (de)     | 2e ligue   |     |                  |                  |                  |                  |                  |    |                      |                      |                      |                      |                      |
| 1987-1988  | SC Küssnacht am Rigi | 1re ligue  |     |                  |                  |                  |                  |                  |    |                      |                      |                      |                      |                      |
| 1988-1989  | EHC Dübendorf        | 1re ligue  |     |                  |                  |                  |                  |                  |    |                      |                      |                      |                      |                      |
| 1989-1980  | EHC Bülach           | 1re ligue  |     |                  |                  |                  |                  |                  |    |                      |                      |                      |                      |                      |
| 1990-1991  | EHC Bülach           | LNB        | 36  | 20               | 21               | 41               | 46               | 10               | 7  | 2                    | 9                    | 11                   |                      |                      |
| 1991-1992  | EHC Bülach           | LNB        | 36  | 35               | 22               | 57               | 46               | 6                | 2  | 3                    | 5                    | 6                    |                      |                      |
| 1992-1993  | SC Rapperswil-Jona   | LNB        | 36  | 12               | 8                | 20               | 76               | 7                | 3  | 3                    | 6                    | 16                   |                      |                      |
| 1993-1994  | SC Rapperswil-Jona   | LNB        | 36  | 19               | 8                | 27               | 63               | 11               | 4  | 6                    | 10                   | 35                   |                      |                      |
| 1994-1995  | Lausanne HC          | LNB        | 36  | 10               | 14               | 24               | 30               | 10               | 3  | 6                    | 9                    | 6                    |                      |                      |
| Totaux LNB | Totaux LNB           | Totaux LNB | 187 | 96               | 74               | 170              | 263              | 44               | 19 | 20                   | 39                   | 74                   |                      |                      |

## Vie privée
Lorsqu'il retournait au Canada pendait l'été, Hans Kossmann exerçait la profession de géomètre, métier qu'il avait appris.